# Spirostreptus puncticaudus
Spirostreptus puncticaudus är en mångfotingart som beskrevs av Porath 1872. Spirostreptus puncticaudus ingår i släktet Spirostreptus och familjen Spirostreptidae. Inga underarter finns listade i Catalogue of Life.